# Кривоконь Віталій Дмитрович
Віталій Дмитрович Кривоконь (рос. Виталий Дмитриевич Кривоконь; нар. 3 січня 1967) — радянський та російський футболіст, захисник.

## Життєпис
Вихованець школи-інтернату спортивного профілю Ворошиловграда. Більшу частину професіональної кар'єри провів у другій лізі першостей СРСР та Росії (1985-1989, 1991, 1994-1998, 2000-2002, 2006). 1990 відіграв у другій нижчій лізі; 1992-1993 і 1999 — у першій. У 2003—2005 та 2007 роках грав на аматорському рівні.
Виступав за команди «Зоря» Ворошиловград (1985), «Зірка» Кіровоград (1987), «Торпедо» Таганрог (1988-1997, 2003-2004), «Волгар-Газпром» Астрахань (1998-1999), «Металург» Новокузнецьк (2000), «Сібур-Хімік» Дзержинськ (2001), «Спартак-Кавказтрансгаз» Ізобільний (2002), «Тагмет» Таганрог (2005), «Будівельник» Таганрог (2005), «Таганрог» (2006), «Будівельник-Міус» Покровське (2007).
По завершенні кар'єри виступав за ветеранську команду таганрозького «Торпедо».